# Jelcz M120M/4 CNG Supero
Jelcz M120M/4 CNG Supero – autobus miejski produkowany przez firmę Jelcz.

## Jelcz M120M/4 CNG
Obecnie pojazdy te eksploatują następujące przedsiębiorstwa:
| Kraj   | Miasto    | Przewoźnik       | Liczba |
| ------ | --------- | ---------------- | ------ |
| Węgry  | Debreczyn | Hajdú Volán Zrt. | 3      |
| Polska | Rzeszów   | MPK Rzeszów      | 10     |